# Hélène Parisot
Hélène Parisot (Lisieux, 17 de diciembre de 1992) es una deportista francesa que compite en atletismo, especialista en las carreras de velocidad.
Ganó una medalla de plata en el Relevos Mundiales 2024 y dos medallas en el Campeonato Europeo de Atletismo de 2024.

## Palmarés internacional
| Relevos Mundiales  | Relevos Mundiales | Relevos Mundiales | Relevos Mundiales |
| Año                | Lugar             | Medalla           | Prueba            |
| ------------------ | ----------------- | ----------------- | ----------------- |
| 2024               | Nasáu (Bahamas)   | Medalla de plata  | 4 × 100 m         |
| Campeonato Europeo |                   |                   |                   |
| Año                | Lugar             | Medalla           | Prueba            |
| 2024               | Roma (Italia)     | Medalla de plata  | 4 × 100 m         |
| 2024               | Roma (Italia)     | Medalla de bronce | 200 m             |